# Nesopelops punctatus
Nesopelops punctatus är en kvalsterart som först beskrevs av Hammer 1966.  Nesopelops punctatus ingår i släktet Nesopelops och familjen Phenopelopidae. Inga underarter finns listade i Catalogue of Life.